# 矢澤高太郎
矢澤 高太郎（やざわ こうたろう、1947年 -2018年）は、日本のジャーナリスト、歴史家、元読売新聞記者。

## 人物
1947年、栃木県出身。慶應義塾大学文学部卒業後に読売新聞社に入社。文化部記者として考古学、古代史、文化財関係の取材・報道を担当。1985年から国内外の遺跡の報道を行う。
2008年に読売新聞退社後は、特定非営利活動法人「文化遺産保存のための映像記録協会」が主催する『矢澤高太郎のてくてく探検隊』の講師を務めるなど、在野の歴史家として活動を展開したが、『天皇陵の謎』第8刷（2019年）中のプロフィールによると、2018年死去。

## 著書
- 『古代は甦る』社会思想社・現代教養文庫　1985
- 『日露戦争史跡を歩く』2005　読売ぶっくれっと
- 『天皇陵の謎』2011　文春新書
- 『天皇陵』中公選書、2012

## 参考
- 天皇陵の謎 - 紀伊国屋書店BookWeb